# Guido Guidesi
Guido Guidesi (né le 6 janvier 1979 à Codogno) est un homme politique italien, membre de la Ligue du Nord, député depuis 2013, secrétaire d'Etat aux Rapports avec le Parlement de 2018 à 2019.